# Blue Velvet (chanson)
Pour les articles homonymes, voir Blue Velvet (homonymie).
Blue Velvet est une chanson populaire écrite en 1950 par Bernie Wayne et Lee Morris. Elle a d'abord été interprétée en 1951 par Tony Bennett puis quatre années plus tard par le groupe rhythm and blues The Clovers. Le titre a depuis été repris de nombreuses fois, notamment par Bobby Vinton en 1963, Trini Lopez et, en 2012, par Lana Del Rey dont la version a été utilisée dans une publicité de H&M.

## Version de Bobby Vinton
La version de Bobby Vinton a été un hit à sa sortie en 1963, le titre se classant en tête du Billboard Hot 100. C'est cette version que l'on peut entendre dans le film du même nom réalisé par David Lynch et sorti en 1987.

## Version de Lana Del Rey
Pistes de Paradise
Body Electric
(4) Gods & Monsters
(6)
L'auteure-compositrice-interprète américaine Lana Del Rey sort une reprise de la chanson Blue Velvet en 2012. Elle est issue de la ré-édition de son deuxième album studio, Born to Die - The Paradise Edition et de son troisième EP, Paradise. Elle a été publiée en tant que single promotionnel le 20 septembre 2012 par Interscope Records et a été utilisée dans une campagne publicitaire pour le magasin de vêtements H&M.